# بطولة آسيا للرماية 2007
بطولة آسيا للرماية 2007 كانت بطولة رياضية دولية للرماية أقيمت في مدينة الكويت، الكويت خلال الفترة ما بين يومي 3 و13 ديسمبر (كانون الأول) 2007، وقد كانت هذه البطولة بمثابة البطولة الآسيوية المؤهلة لدورة الألعاب الأولمبية الصيفية 2008 في بكين.
أقيمت بطولة آسيا للرماية 2007، وهي النُسخة الحادية عشرة من بطولة آسيا للرماية، على مجمع ميادين الشيخ صباح الاحمد الاولمبي بمشاركة 700 رام ورامية مثلوا 39 دولة آسيوية.

## الميداليات

### منافسات الرجال
| المنافسة                                                                                  | الذهبية                                                        | الفضية                                                           | البرونزية                                                              |
| ----------------------------------------------------------------------------------------- | -------------------------------------------------------------- | ---------------------------------------------------------------- | ---------------------------------------------------------------------- |
| الرماية بالمسدس الهوائي لمسافة 10 متر                                                     | تان شونغليانغ · الصين                                          | شي شينغلونغ · الصين                                              | كيم جونغ سو · كوريا الشمالية                                           |
| الرماية بالمسدس الهوائي لمسافة 10 متر للفرق                                               | الصين · بانغ واي · شي شينغلونغ · تان شونغليانغ                 | اليابان · سوسومو كوباياشي · ماسارو ناكاشيغي · شويشو وينوسونو     | كازاخستان · فلاديمير إيزاتشينكو · فياتشيسلاف بودليسني · رشيد يونسميتوف |
| الرماية بالمسدس المركزي لمسافة 25 متر                                                     | كيم هيونغ أونغ · كوريا الشمالية                                | فيجاي كومار · الهند                                              | كيم جونغ سو · كوريا الشمالية                                           |
| الرماية بالمسدس المركزي لمسافة 25 متر للفرق                                               | كوريا الشمالية · كيم هيونغ أونغ · كيم جونغ سو · ريو مايونغ يون | الهند · ساماريش جونغ · فيجاي كومار · بوشبندر سينغ                | اليابان · ميتسويوشي اكياما · تومهيرو كيدا · سوسومو كوباياشي            |
| الرماية بالمسدس الأولمبي السريع لمسافة 25 متر                                             | شيانغ بينغهوي · الصين                                          | هازلي إزوان · ماليزيا                                            | تشا سانغ جون · كوريا الجنوبية                                          |
| الرماية بالمسدس الأولمبي السريع لمسافة 25 متر للفرق                                       | الصين · ليو شونغشينغ · يانغ دونغمينغ · شيانغ بينغهوي           | كوريا الجنوبية · تشا سانغ-جون · هوانغ يون سام · كانغ هيونغ شوي   | اليابان · تيرويوشي أكيياما · توموهيرو كيدا · شوجي تازاوا               |
| الرماية بالمسدس القياسي لمسافة 25 متر                                                     | ليو شيونغشينغ · الصين                                          | كيم جونغ سو · كوريا الشمالية                                     | كيم هيون أونغ · كوريا الشمالية                                         |
| الرماية بالمسدس القياسي لمسافة 25 متر للفرق                                               | كوريا الشمالية · كيم هيون أونغ · كيم جونغ سو · ريو ميونغ يون   | الصين · ليو شوانغشينغ · يانغ دونغمينغ · شيانغ بينغهوي            | اليابان · تيرويوشي أكيياما · توموهيرو كيدا · شوجي تازاوا               |
| الرماية بالمسدس لمسافة 50 متر                                                             | شو كون · الصين                                                 | جن جونغ أه · كوريا الجنوبية                                      | جاكريت بانيتشباتيكوم · تايلاند                                         |
| الرماية بالمسدس لمسافة 50 متر                                                             | الصين · لين شيونغزاي · تان شونغليانغ · شو كون                  | كوريا الجنوبية · ها جيل يونغ · جن جونغ أه · لي داي ميونغ         | كازاخستان · فلاديمير إيساتشينكو · فياتشيسلاف بودليسني · رشيد يونسميتوف |
| الرماية ببندقية هوائية 10 متر                                                             | ب. ت. راغوناث · الهند                                          | ليو تيانيون · الصين                                              | كاو ييفاي · الصين                                                      |
| الرماية ببندقية هوائية 10 متر للفرق                                                       | الهند · أبهيناف بيندرا · غاغان نارانغ · ب. ت. راغوناث          | الصين · كاو ييفاي · ليو تيانيو · شيو كينان                       | اليابان · تاداشي ماكي · تاكايوكي ماتسوموتو · توشيكازو ياماشيتا         |
| الرماية بالبندقية عيار صغير في وضع الانبطاح لمسافة 50 متر                                 | جيا زهانبو · الصين                                             | غاغان مارانغ · الهند                                             | بارك بونغ دوك · كوريا الجنوبية                                         |
| الرماية بالبندقية عيار صغير في وضع الانبطاح لمسافة 50 متر للفرق                           | الصين · جيا شيامبو · ليو جانج · كيو جيان                       | الهند · جاجان نارانج · سانجيف راجبوت · سوريندرا سينغ راثود       | اليابان · تاداشي ماكي · ميدوري ياجيما · توشيكازو ياماشيتا              |
| الرماية بالبندقية عيار صغير ثلاثة أوضاع (الوقوف، نصف الجثو، الانبطاح) لمسافة 50 متر       | جيا شيامبو · الصين                                             | سانجيف راجبوت · الهند                                            | شيانغ لي · الصين                                                       |
| الرماية بالبندقية عيار صغير ثلاثة أوضاع (الوقوف، نصف الجثو، الانبطاح) لمسافة 50 متر للفرق | الصين · جيا شيامبو · كيو جيان · تشانغ لي                       | كوريا الجنوبية · باي سونغ دوك · هان جين سيوب · بارك بونغ دوك     | الهند · عمران حسن خان · جاجان نارانج · سانجيف راجبوت                   |
| الرماية ببندقية صيد حفرة أولمبية                                                          | لي يونغ سيك · كوريا الجنوبية                                   | ناصر المقلد · الكويت                                             | لي وونغ يو · سنغافورة                                                  |
| الرماية ببندقية صيد حفرة أولمبية للفرق                                                    | كوريا الجنوبية · جو إيب سانغ · جونغ تشانغ هي · لي يونغ سيك     | الكويت · عبد الرحمن الفيحان · ناصر المقلد · خالد المضف           | اليابان · أتسوشي أوتاكي · هيروشي سوزوكي · شينغو تادا                   |
| الرماية ببندقية صيد حفرة أولمبية المزدوجة                                                 | بان كيانغ · الصين                                              | سيف الشامسي · الإمارات العربية المتحدة                           | وانغ تشينغ · الصين                                                     |
| الرماية ببندقية صيد حفرة أولمبية المزدوجة للفرق                                           | الصين · بان كيانغ · وانغ نان · وانغ تشينغ                      | تايبيه الصينية · تشانغ تشين مينغ تشان · تشين شيه وي · شيه وي تين | الكويت · حمد العفاسي · راشد المانع · مشفع المطيري                      |
| الرماية ببندقية صيد سكيت                                                                  | عبدالله الرشيدي · الكويت                                       | كو ريدونغ · الصين                                                | سعيد بن مكتوم آل مكتوم · الإمارات العربية المتحدة                      |
| الرماية ببندقية صيد سكيت للفرق                                                            | الكويت · زيد المطيري · عبدالله الرشيدي · سعود حبيب             | قطر · مسعود صالح العذبة · عبد العزيز العطية · ناصر العطية        | كازاخستان · سيرجي كولوز · فلاديسلاف محمدييف · سيرجي ياكشين             |

### منافسات السيدات
| المنافسة                                                                                      | الذهبية                                                   | الفضية                                                                    | البرونزية                                                                       |
| --------------------------------------------------------------------------------------------- | --------------------------------------------------------- | ------------------------------------------------------------------------- | ------------------------------------------------------------------------------- |
| الرماية بالمسدس الهوائي لمسافة 10 متر                                                         | جو وينجون · الصين                                         | لي هو ليم · كوريا الجنوبية                                                | هوانغ وي لينغ · تايوان                                                          |
| الرماية بالمسدس الهوائي لمسافة 10 متر للفرق                                                   | الصين · جو وينجون · هو جون · رين جي                       | كوريا الجنوبية · كيم بيونغ هي · كيم يون مي · لي هو ليم                    | كوريا الشمالية · جو يونغ سوك · كانغ أون بيول · ري هيانغ سون                     |
| الرماية بالمسدس لمسافة 25 متر                                                                 | تشين ينغ · الصين                                          | تسوجبدراكين مونخزول · منغوليا                                             | في فينجي · الصين                                                                |
| الرماية بالمسدس لمسافة 25 متر للفرق                                                           | الصين · تشين يينغ · في فينجي · جو وينجون                  | منغوليا · أوتريادين غونديغما · تسوجبدراكين مونخزول · دافاجانتسانجين أويون | كوريا الجنوبية · غانغ إيون را · كيم بيونغ هي · كيم يون مي                       |
| الرماية ببندقية هوائية 10 متر                                                                 | دو لي · الصين                                             | كيم تشان مي · كوريا الجنوبية                                              | شياو يينغوي · الصين                                                             |
| الرماية ببندقية هوائية 10 متر للفرق                                                           | الصين · دو لي · وو ليوشي · تشاو يينغوي                    | كوريا الجنوبية · جونغ إيون هيا · كانغ سيون آه · كيم تشان مي               | الهند · بريا أغراوال · سوما شيرور · أفنيت سيدو                                  |
| الرماية ببندقية من عيار صغير في وضع الانبطاح لمسافة 50 متر                                    | أولغا دوفون · كازاخستان                                   | سيكو لواتا · اليابان                                                      | يين وين · الصين                                                                 |
| الرماية ببندقية من عيار صغير في وضع الانبطاح لمسافة 50 متر للفرق                              | الصين · دو لي · وو ليوشي · يين وين                        | كازاخستان · أولغا دوفغون · غالينا كورشما · ألكسندرا مالينوفسكايا          | ماليزيا · نور عين إبراهيم · شهيرة رحيم رجا · نور سورياني طيبي                   |
| الرماية ببندقية من عيار صغير في ثلاثة أوضاع (الوقوف، نصف الجثو، الانبطاح) لمسافة 50 متر       | إيلينا كوزنتسوفا · أوزبكستان                              | دو لي · الصين                                                             | أولغا دوفغون · كازاخستان                                                        |
| الرماية ببندقية من عيار صغير في ثلاثة أوضاع (الوقوف، نصف الجثو، الانبطاح) لمسافة 50 متر للفرق | الصين · دو لي · وو ليوشي · يين وين                        | كازاخستان · أولغا دوفجون · غالينا كورشما · ألكسندرا مالينوفسكايا          | منغوليا · زوريجتين باتخوياج · دامدينسورنجين لكامسورين · شولونبادراخين نارانتويا |
| الرماية ببندقية صيد حفرة أولمبية                                                              | يلينا ستروتشاييفا · كازاخستان                             | لين يي تشون · تايوان                                                      | باك يونغ هوي · كوريا الشمالية                                                   |
| الرماية ببندقية صيد حفرة أولمبية للفرق                                                        | الصين · تشن لي · جاو إي · ليو يينغجشي                     | كوريا الشمالية · تشاي هيه جيونغ · كيم يونج بوك · باك يونغ هوي             | كازاخستان · أناستازيا دافيدوفا · ماريا دميتريينكو · يلينا ستروتشاييفا           |
| الرماية ببندقية صيد سكيت                                                                      | باك جونغ ران · كوريا الشمالية                             | سوتيا جيوشالويميت · تايلاند                                               | Ri هيون-أوك · كوريا الشمالية                                                    |
| الرماية ببندقية صيد سكيت للفرق                                                                | كوريا الشمالية · كيم ميونغ هوا · باك جونغ-ران · ري هيونوك | الصين · واي نينغ · يو شيامين · شيانغ شان                                  | كوريا الجنوبية · Cho A-ra · كيم مين جي · سون هي كيونغ                           |

## ترتيب الفرق المشاركة
*   البلد المضيف (مضيف)
| المرتبة | فريق                     | ذهبية | فضية | برونزية | المجموع |
| ------- | ------------------------ | ----- | ---- | ------- | ------- |
| 1       | الصين                    | 22    | 7    | 6       | 35      |
| 2       | كوريا الشمالية           | 5     | 2    | 6       | 13      |
| 3       | كوريا الجنوبية           | 2     | 8    | 4       | 14      |
| 4       | الهند                    | 2     | 5    | 2       | 9       |
| 5       | كازاخستان                | 2     | 2    | 5       | 9       |
| 6       | الكويت                   | 2     | 2    | 1       | 5       |
| 7       | أوزبكستان                | 1     | 0    | 0       | 1       |
| 8       | اليابان                  | 0     | 2    | 6       | 8       |
| 9       | تايبيه الصينية           | 0     | 2    | 1       | 3       |
| 9       | منغوليا                  | 0     | 2    | 1       | 3       |
| 11      | ماليزيا                  | 0     | 1    | 1       | 2       |
| 11      | تايلاند                  | 0     | 1    | 1       | 2       |
| 11      | الإمارات العربية المتحدة | 0     | 1    | 1       | 2       |
| 14      | قطر                      | 0     | 1    | 0       | 1       |
| 15      | سنغافورة                 | 0     | 0    | 1       | 1       |
| المجموع | المجموع                  | 36    | 36   | 36      | 108     |